# Jaime de Jesus Mendes
Pour les articles homonymes, voir Mendes.
Jaime de Jesus Mendes, né le 25 août 1962, est un coureur de fond franco-portugais spécialisé en course en montagne. Il est champion d'Europe de course en montagne 1996.

## Biographie
Jaime participe à son premier Trophée mondial de course en montagne en 1992 à Suse où il se classe douzième. Il décroche la médaille d'or par équipes avec Jean-Paul Payet et Sylvain Richard.
Le 13 juillet 1996, pour sa première participation au Trophée européen de course en montagne qui se déroule sur le parcours de la course du Snowdon, il surprend tout le monde en s'emparant des commandes de la course. Il n'est pas pronostiqué comme favori mais parvient à effectuer une excellente ascension avec son coéquipier Thierry Breuil sur ses talons. Lors de la descente, il parvient à conserver son avance malgré la remontée fulgurante de l'Italien Lucio Fregona qui termine sur la troisième marche du podium. Jaime remporte la victoire et le titre. Grâce à Thierry Breuil deuxième et Philippe Sirieix cinquième, il remporte également l'or par équipes.
Il n'est cependant pas sélectionné par la Fédération française pour le Trophée européen de course en montagne 1997 à Ebensee et bien qu'il possède également la nationalité portugaise, il n'a pas participé aux épreuves de sélection de la Fédération portugaise qui participe à son premier Trophée européen. Il est tout de même présent à l'événement en tant que coureur libre et remporte la course populaire du Feuerkogel.
Pour le Trophée européen de course en montagne 1998 à Sestrières, il se présente sous les couleurs du Portugal. Après une lutte avec Marco De Gasperi, il termine au pied du podium. Il remporte la médaille de bronze par équipes.

## Palmarès

### Route
| Année | Compétition          | Lieu     | Place | Épreuve  | Temps           |
| ----- | -------------------- | -------- | ----- | -------- | --------------- |
| 1994  | Marathon de Besançon | Besançon | 1er   | Marathon | 2 h 17 min 27 s |
| 1995  | Marathon de Besançon | Besançon | 1er   | Marathon | 2 h 35 min 12 s |

### Course en montagne
| no  | masculin      | Course                                 | Longueur | Départ           | Temps          |
| --- | ------------- | -------------------------------------- | -------- | ---------------- | -------------- |
| 1re | Médaille d'or | Montée du Poupet                       | 17,5 km  | 23 mai 1993      | 1 h 2 min 54 s |
| 4e  | 4e            | Trophée mondial de course en montagne  | 13,07 km | 4 septembre 1994 | 1 h 2 min 15 s |
| 1re | Médaille d'or | Montée du Poupet                       | 17,5 km  | 28 mai 1995      | 1 h 1 min 20 s |
| 1re | Médaille d'or | Montée du Poupet                       | 17,5 km  | 26 mai 1996      | 1 h 0 min 28 s |
| 1re | Médaille d'or | Trophée européen de course en montagne | 15,35 km | 13 juillet 1996  | 1 h 3 min 16 s |
| 1re | Médaille d'or | Course de montagne du Feuerkogel       | 9,5 km   | 6 juillet 1997   | 53 min 15 s    |
| 1re | Médaille d'or | Montée du Poupet                       | 17,5 km  | 31 mai 1998      | 1 h 1 min 7 s  |
| 4e  | 4e            | Trophée européen de course en montagne | 13,2 km  | 5 juillet 1998   | 54 min 5 s     |

## Records
| Épreuve  | Performance     | Date            | Lieu     |
| -------- | --------------- | --------------- | -------- |
| Marathon | 2 h 35 min 12 s | 29 octobre 1995 | Besançon |